# Волшебный голос Джельсомино
«Волше́бный го́лос Джельсоми́но» — советский музыкальный двухсерийный художественный телефильм, поставленный в 1977 году режиссёром Тамарой Лисициан по повести-сказке Джанни Родари «Джельсомино в Стране лжецов» (1959).

## Сюжет
Рыжий Джельсомино обладает удивительным голосом, который может разбивать стёкла и стряхивать груши с веток дерева, но приносит своему хозяину только неприятности: соседи объявляют его то колдуном, то святым. Тогда герой уходит из своей деревни.
Скитаясь по свету, юноша попадает в Страну лжецов, власть в которой когда-то захватили пираты во главе с атаманом Джакомоном. Для того, чтобы обеспечить легитимность власти своей банды, Джакомон вводит законы, обязывающие всех лгать: вместо «доброе утро» — «спокойной ночи», хлеб называть чернилами, тюрьму — пансионатом, психиатрическую больницу — санаторием, лошадей — коровами; кошек принудили лаять, а собак — мяукать; вместо настоящих денег в ходу только фальшивые. Даже художник вынужден врать в своём творчестве, рисуя портреты людей с тремя носами, шестью глазами и тому подобные. При этом сам король и его приближённые не подчиняются новым законам и могут говорить как им угодно. Соответственно, банду пиратов Джакомона называют героями, а лысого Джакомона — златокудрым.
Вместе с новыми друзьями — нарисованной и ожившей благодаря воздействию голоса Джельсомино Кошкой-Хромоножкой, тётушкой Кукурузой, её племянницей Ромолеттой и художником Бананито — Джельсомино поднимает народ на борьбу против узурпатора. Простые горожане, читая правдивые надписи на стенах (их тайком оставляет Хромоножка), начинают чаще называть вещи своими именами. Короля выводят на чистую воду: на самом деле он лысый и носит парик. Не выдержав натиска взбунтовавшихся подданных, Джакомон сбегает, а его министры и жандармы предстают перед судом. Правда побеждает.

## В ролях
| Актёр                                                    | Роль                                  |
| -------------------------------------------------------- | ------------------------------------- |
| Сергей Крупеников (озвучивание и вокал — Сергей Беликов) | Джельсомино                           |
| Владимир Басов (вокал — Олег Анофриев)                   | король Джакомон                       |
| Клара Румянова — вокал, озвучивание                      | Кошка-Хромоножка                      |
| Валерий Погорельцев (вокал — Игорь Ефремов)              | художник Бананито                     |
| Евгения Ханаева (вокал — Жанна Рождественская)           | Кукуруза тётушка Ромолетты            |
| Людмила Жукова                                           | девочка Ромолетта племянница Кукурузы |
| Жанна Рождественская — вокал                             | Лошадь                                |
| Лев Перфилов (вокал — Олег Анофриев)                     | Калимер доносчик                      |
| Роман Юрьев-Лунц                                         | старьёвщик                            |
| Илья Рутберг                                             | начальник жандармерии                 |
| Мирза Бабаев                                             | начальник тюрьмы                      |
| Олег Васильков (в титрах как «И. Васильков»)             | секретарь короля                      |

### В эпизодах
| Актёр             | Роль                                 |
| ----------------- | ------------------------------------ |
| Борис Астанков    | военный министр короля Джакомона     |
| Валерий Бассэль   | жандарм                              |
| Мария Виноградова | соседка Джельсомино                  |
| Андрей Думиника   | первый министр                       |
| Александр Филатов | второй министр                       |
| Владимир Лосев    | министр                              |
| Виктор Ильченко   | отец Джельсомино                     |
| Варвара Черкесова | бабушка Джельсомино                  |
| Роман Карцев      | школьный учитель                     |
| Евгений Котов     | придворный / редактор газеты         |
| Семён Крупник     | продавец чернил в хлебном магазине   |
| Леонид Маренников | первый «врач»                        |
| Рудольф Мухин     | второй «врач» и тюремщик «санатория» |
| Сергей Простяков  | третий «врач»                        |
| Юрий Померанцев   | сосед                                |

## Съёмочная группа
- Автор сценария и режиссёр: Тамара Лисициан
- Оператор-постановщик: Геннадий Карюк
- Художник-постановщик: Евгений Галей
- Композитор: Игорь Ефремов
- Текст песен: Михаил Танич, Леонид Дербенев, Игорь Ефремов
- Песни исполняют: Сергей Беликов, Олег Анофриев, Клара Румянова, Жанна Рождественская, Игорь Ефремов.

## Песни
1. Песня Джельсомино
2. Песня художника Бананито
3. Песня лошади
4. Песня тётушки Кукурузы
5. Песня кошек
6. Песня доносчика Калимера
7. Песня о войне
8. Нас господа к обману приучили
9. Песня короля Джакомона
10. Свет всё ярче победный

## Производство
В основу сценария лёг перевод книги, осуществлённый Олегом Иваницким и Александром Маховым в 1960 году. Фильм снимался в старых кварталах Львова и в Одессе.
К моменту, когда был приглашён Сергей Крупеников, часть эпизодов с участием Джельсомино была уже отснята с другим актёром — студентом Щукинского училища. По этой причине после замены актёра съёмки пошли в очень ускоренном темпе — в нарушение КЗОТа 14-летнему Крупеникову в некоторые дни пришлось сниматься с 11 утра до 8 часов вечера.

## Главы

### Первая серия
| Номер | Название главы                                      | Иллюстрация из книги         |
| ----- | --------------------------------------------------- | ---------------------------- |
| 1     | О том, как удивил всех голос Джельсомино            | Виньетка к 1 главе           |
| 2     | О том, как Джельсомино попал в Страну Лжецов        | Виньетка к 21 главе          |
| 3     | О том, как Джельсомино увидел учительницу пения     | Рисунок, открывающий 4 главу |
| 4     | О том, как Джельсомино помог художнику в его беде   | Виньетка к 8 главе           |
| 5     | О том, как Кошка-Хромоножка растревожила весь город | Рисунок, открывающий 7 главу |
| 6     | О том, как художник Бананито был арестован          | Виньетка к 16 главе          |

### Вторая серия
| Номер | Название главы                                                         | Иллюстрация из книги          |
| ----- | ---------------------------------------------------------------------- | ----------------------------- |
| 7     | О том, как арестовали Калимера, чтобы отобрать у него награду за донос | Рисунок, открывающий 13 главу |
| 8     | О том, как Джельсомино освободил своих друзей                          | Виньетка к 19 главе           |
| 9     | О том, как Джельсомино с друзьями узнал тайну короля                   | Рисунок, открывающий 21 главу |
| 10    | О том, как люди прочли надписи на стенах и перестали бояться короля    | Виньетка к 5 главе            |